# CA Sarmiento (Resistencia)
Club Atlético Sarmiento de Resistencia – argentyński klub piłkarski z siedzibą w mieście Resistencia, stolicy prowincji Chaco.

## Osiągnięcia
- Udział w mistrzostwach Argentyny Nacional: 1977
- Mistrz ligi prowincjonalnej Liga Chaqueña de Fútbol (31): 1925, 1933, 1934, 1936, 1938, 1941, 1942, 1944, 1945, 1947, 1952, 1953, 1954, 1955, 1956, 1957, 1958, 1960, 1961, 1967, 1972, 1975, 1977, 1986, 1994, 1995, 1998 Apertura, 1999 Apertura, 1999 Clausura, 2002 Clausura, 2003 Clausura

## Historia
Klub założony został 24 września 1910 roku, a w roku 1925 wygrał pierwszą edycję ligi prowincjonalnej Liga Chaqueña de Fútbol. W całej swojej historii Sarmiento zdołał zagrać w najwyższej lidze argentyńskiej tylko jeden sezon - w roku 1977 w ośmiozespołowej grupie C zajął 6. miejsce. W swym jedynym pierwszoligowym występie zanotował historyczne wyniki, jak zwycięstwo 2:0 nad Racing Buenos Aires, czy remisy 1:1 z River Plate Buenos Aires i z późniejszym wicemistrzem Talleres Córdoba.
Obecnie Sarmiento gra w czwartej lidze argentyńskiej Torneo Argentino B.